# António Salvador
António Salvador da Costa Rodrigues (Braga, 29 de dezembro de 1970) é um empresário e dirigente desportivo português que preside à Direcção do Sporting Clube de Braga desde 24 de Fevereiro de 2003 (22 anos e 23 dias).

## Presidência do SC Braga
Durante a sua gestão, o clube conhece um período ímpar de resultados nacionais e internacionais , nos quais se destacam a conquista da Taça Intertoto na época 2008-2009, o título de vice-campeão nacional em 2009-2010 e as 3 participações do clube na Liga dos Campeões nas épocas 2010-2011 , 2012-2013 e 2023-2024, a conquista da Taça da Liga em  2012-2013, 2019-2020 e 2023-2024 e da Taça de Portugal de 2015–2016 e 2020-2021.
Em Dezembro de 2013, António Salvador venceu por esmagadora maioria as eleições do Sporting de Braga com com 85,82% (20283 votos), contra os 14,45% (3171) de Nuno Carvalho.
A 27 de Maio de 2017, renova por mais quatro anos na presidência do Sporting Clube de Braga, depois de vencer as eleições por 66,3% contra 32,5% do candidato António Pedro Peixoto "Pli".
No ano 2003, o Sporting de Braga vivia uma profunda crise financeira, o clube estava sem presidência após a demissão de João Gomes de Oliveira em 2002. O clube, sem presidente há alguns meses, vivia um clima de tensão, onde ninguém tinha a intenção e coragem de pegar num clube no qual não se avistava um futuro risonho.
Até que no dia 26 de Fevereiro de 2003, António Salvador é convidado a assumir a presidência do clube e aceita o cargo. Até àquele momento a época estava a ser muito má para o conjunto braguista, que se encontrava na luta pela permanência na 1° liga e corria sérios riscos de queda, mas Salvador, com árduo trabalho, evita a queda do clube.
Na época seguinte o clube abandona o Mítico Estádio 1.° de Maio e instala-se no Estádio Municipal de Braga que trouxe condições determinantes para o sucesso do projecto de Salvador.
Os anos seguintes trouxeram inúmeros sucessos para os Gverreiros do Minho, que conseguiram manter o top 4 da liga e garantir as competições europeias ano após ano.
Em 2008/2009/10, começam os verdadeiros anos áureos da era Salvador. Em 2008, com Jorge Jesus, o clube  conquista o seu primeiro título internacional, a Taça Intertoto, tornando-se assim no 4 clube português a conquistar uma competição europeia.
Em 2009, o dirigente contrata Domingos Paciência para suceder a Jorge Jesus... Domingos juntamente com Salvador conseguem brilhantes feitos desde o Vice-Campeonato na época 09/10 (primeiro pódio da história do clube) e a final da Liga Europa em 10/11.
2011, Salvador contrata Leonardo Jardim, uma aposta de risco, já que Jardim foi despedido do Beira-mar por maus resultados e, quando ocorreu o despedimento, o Beira-Mar estava no antepenúltimo lugar. Jardim foi mais uma aposta certeira de Salvador, o Braga esteve na luta pelo título, chegando mesmo a estar na liderança a 6 jornadas do fim, mas a derrota na luz e em casa com o Porto acabaram com o sonho do título, mesmo assim o Braga conseguiu pela segunda vez na história um pódio (3° lugar época 11/12).
Em 12/13 o Braga termina em 4° lugar e Salvador conquista o seu segundo troféu como presidente do clube ,a Taça da Liga 12/13 frente ao Porto em Coimbra.
Em 15/16 chega Paulo Fonseca, que alcança os Quartos de final da Liga Europa 15/16, conseguiu chegar às meias finais da Taça da Liga, termina no 4° lugar e conquista pela segunda vez na história a Taça de Portugal!
Em 17/18 chega Abel Ferreira, que bateu recordes atrás de recordes mas acaba por não conquistar nada nas suas 2 épocas no clube, apesar de ter ficado muito perto de o fazer.
Em 19/20 o Clube encontra-se em 3° lugar e muito bem encaminhado para alcançar o 3° pódio da sua história, além de que nesta época Salvador acrescenta mais um troféu ao Museu, a Taça da Liga 19/20 conquistada em casa frente ao Porto num golo aos 96 minutos de Ricardo Horta.
Nesta época, o clube com Sá Pinto consegue bater o recorde de 14 jogos consecutivos sem perder na UEFA, recorde das equipas portuguesas, além de conseguir 14 pontos sem derrotas na fase grupos onde estavam equipas como Wolverhampton e Beşiktaş.
Em 2020, nos 17 anos da presidência, o clube já conheceu 19 treinadores.
Em 21 de maio de 2021, foi reeleito presidente do Sporting de Braga com 85,4% dos votos validamente expressos, num acto eleitoral em que foi o único candidato. A grande novidade do seu programa eleitoral foi a revelação da intenção de fazer voltar a jogar no Estádio 1.º de Maio a equipa principal de futebol, cerca de 18 anos depois de ter mudado para o Estádio Municipal de Braga, construído no âmbito do Euro 2004.
Em 27 de setembro de 2024 António Salvador foi condenado a 15 meses de prisão, pena suspensa por igual período, no âmbito da 'Operação Éter', por falsificação de documentos em contratos publicitários com o Turismo do Porto e Norte. Foi também condenado ao pagamento de um multa de 18 mil euros.

## Património do SC Braga
Em 2011 , Salvador vinca a ideia de construir um património que assegure o futuro do clube. Após duras negociações com a autarquia, Salvador consegue adquirir os terrenos para a construção da futura Cidade Desportiva do clube.
Em 2017 ,ficam concluídas as obras da 1ª fase da Cidade Desportiva que conta com 3 Campos de Treino, mais 2 campo de jogos oficiais, um campo de Fut7 e um campo de futebol de praia.
A segunda fase começará em Maio de 2020 e terminará em Dezembro de 2021,a obra custará 25/26 milhões e contará com: 1 Pavilhão Multi-Usos com capacidade para 1030 pessoas, Balneários, Residência do clube para os atletas, Área Administrativa, Loja do Clube, Museu do Clube, Área de Treino Intensivo, Fisioterapia, Hidroterapia, um Ginásio, Sala de Massagens, Jacuzzi, Sauna, Gabinetes técnicos, um Balneário para a equipa principal e por fim um Mini-Estádio com 2400 lugares para jogos da equipa B e futebol feminino que se chamará Mini-Estádio Centenário (nome dado para homenagear todos os que contribuíram para o crescimento do clube ao longo dos seus 100 anos em 2021).
Depois das obras ficarem concluídas , Salvador tem a intenção e ambição de construir um Estádio próprio para o clube, pois será o que faltará ao Clube e aos próprios adeptos que não se sentem em casa no Estádio Municipal de Braga e desejam um estádio acolhedor e que pertença ao clube.

## Actividade empresarial
Em 2018, foi anunciado na imprensa que o empresário não tem salário e a casa onde vive é de uma ex-funcionária. António Salvador não tem bens, móveis ou imóveis, em seu nome que possam ser penhorados. O Tribunal de Famalicão mandou penhorar a mobília da casa onde vive por causa de uma dívida de 438 mil euros (mais 40 mil de juros) ao também empresário Domingos Correia, de Braga.
Em Março de 2020, António Salvador vendeu a empresa de construção Britalar num momento em que enfrenta dívidas de quase 30 milhões de euros a centenas de credores. A empresa – agora Moura Atlantic de nome – foi vendida ao grupo brasileiro Energyclean. A nova gerência entregou um novo Plano Especial de Recuperação (PER) no Juízo de Comércio de Vila Nova de Famalicão, em agosto de 2020. De acordo com o último PER (o quarto em seis anos) a Britalar deve, em 2020, 28 milhões de euros a 624 credores – entre eles, o próprio António Salvador, credor por suprimentos [uma espécie de empréstimos que diz ter feito à empresa enquanto sócio], que reclama quase 2 milhões de euros.

## Vida pessoal
Nasceu na freguesia de Espinho, em Braga, começou a trabalhar aos 15, tirou o 12.º ano à noite. Foi presidente de um clube de futebol ainda com 17 anos, no Bairro da Misericórdia.